# Josep Antoni Villaescusa i Martín
Josep Antoni Villaescusa i Martín, conegut com a Toni Villaescusa, àlies Maria Lluïsa, (Quart de Poblet, 1957 - Alzira, 1984) fou un militant independentista català i membre de Terra Lliure.
Toni Villaescusa va néixer el 1957 a Quart de Poblet, municipi valencià de l'Horta Oest. Juntament amb la seva família, va emigrar a Alemanya; temps després tornà a Catalunya.
Militant del PSAN, va impulsar la Coordinadora Independentista del Baix Llobregat, els Comitès de Solidaritat amb els Patriotes Catalans i el Moviment de Defensa de la Terra. Residí a Castelldefels a principis dels anys vuitanta. El desembre de 1982 ingressà a Terra Lliure.
Morí el 20 de juliol de 1984 a Alzira en esclatar-li a les mans un artefacte explosiu a uns cent metres de l'objectiu: l'oficina de l'INEM (c/Saragossa). La seva mort desencadenà la detenció de diverses persones del seu entorn.